# Laurea magistrale
La laurea magistrale (anche conosciuta come laurea specialistica) è il livello del titolo accademico di ciclo unico (durata cinque o sei anni: magistrale a ciclo unico) oppure secondo ciclo (durata 2 anni: magistrale biennale) rilasciato dall'università in Europa secondo i principi stabiliti dal processo di Bologna. 
In Italia la laurea specialistica non va confusa con i corsi di specializzazione post-laurea (frequentabili da chi ha conseguito il titolo di una laurea a ciclo unico o di secondo livello).

## Requisiti per conseguimento
Ai corsi di laurea magistrale di durata biennale, chiamati in passato specialistici dal decreto 509/1999 (non vadano confusi coi corsi di specializzazione accessibili solo col possesso di una laurea completa a ciclo unico o di due cicli), è possibile accedere solo se in possesso della laurea di qualsiasi ordinamento, del diploma universitario di cui alla legge n. 341/1990 o del diploma di una "scuola diretta a fini speciali" di cui al D.P.R. n. 162/1982, purché conseguiti al termine di corsi di durata almeno triennale. È possibile, altresì, accedervi con diplomi accademici del settore dell'alta formazione artistica, musicale e coreutica, ai sensi del decreto ministeriale n. 270/2004, nonché con altri titoli equivalenti e/o equipollenti a quelli universitari, fermo restando che sia l'equivalenza sia l'equiparazione operano solamente se tali titoli siano stati a loro volta rilasciati dopo un titolo finale di scuola secondaria di secondo grado. È, inoltre, necessario possedere requisiti curricolari e di preparazione personale specifici per ogni corso di laurea magistrale, fissati dal regolamento di ciascun corso.
In deroga al principio generale, alcuni corsi di laurea magistrale o specialistica, specificatamente detti «a ciclo unico», finalizzati all'accesso a specifiche professioni regolamentate, quasi tutte a numero chiuso con programmazione ministeriale degli accessi, hanno durata quinquennale o esennale. Per l'accesso a tali corsi è sufficiente il titolo finale della scuola secondaria di secondo grado.

## Iscrizione
L'iscrizione ai corsi di laurea magistrale può essere consentita dall'università anche ad anno accademico iniziato, purché in tempo utile per la partecipazione ai corsi nel rispetto delle norme stabilite nei regolamenti stessi. Nel caso di corsi di laurea magistrale per i quali non sia previsto il numero programmato dalla normativa vigente in materia di accessi ai corsi universitari, l'università stabilisce, per ogni corso di laurea magistrale, specifici criteri di accesso che prevedono, comunque, il possesso di requisiti curricolari e l'adeguatezza della personale preparazione verificata dagli atenei, con modalità definite nei regolamenti didattici.
Molti corsi di laurea magistrale sono a numero programmato e quindi l'accesso agli stessi è subordinato al superamento di una selezione, altri prevedono dei test di verifica della preparazione iniziale (in alcuni casi vincolante, in altri di mero orientamento preliminare). Altri ancora prevedono delle verifiche solo se non si è in possesso della laurea correlata. Generalmente sono ad accesso completamente libero quelli dell'area umanistico-letteraria e quelli nel campo delle scienze pure (in particolare fisica, matematica e chimica), poiché soffrono di penuria di iscritti. Tra i criteri d'accesso possono essere previsti il voto di laurea e il tempo impiegato per conseguirla, elementi che non sono quasi mai presi in considerazione ai fini della formulazione del voto di laurea magistrale. Inoltre, è possibile in molte sedi iscriversi con riserva a patto di conseguire entro un certo limite di tempo il titolo triennale.

### Lauree magistrali a ciclo unico (in precedenza laurea specialistica a ciclo unico)
Le lauree magistrali a ciclo unico sono anch'esse titoli di secondo livello, ma conseguibili al termine di corsi di un certo numero di anni (cinque o sei, ogni anno con 60 crediti formativi universitari quindi rispettivamente da 300 e 360 c.f.u.). I corsi a ciclo unico possono essere i seguenti:
- LM-4 Architettura o Ingegneria Edile-Architettura
- LM-13 Farmacia e farmacia industriale
- LMG-01 Giurisprudenza
- LM-41 Medicina e chirurgia
- LM-46 Odontoiatria e protesi dentaria
- LM85bis Scienze della formazione primaria
- LM-42 Medicina veterinaria
- LMR-02 Conservazione e Restauro[4] dei beni culturali

### Prova finale
Mentre tipo e modalità di prova finale dei corsi triennali di laurea sono stabilite in completa autonomia dalle singole sedi, può essere ad esempio una prova orale o una tesi di laurea, la prova finale dei corsi di laurea magistrale, indipendentemente dal suo peso in crediti, è obbligatoriamente una tesi redatta in forma originale dallo studente sotto la guida di un relatore.

### Valore legale
La laurea magistrale o specialistica dà diritto alla qualifica accademica di dottore magistrale. Il suo valore legale, diversamente da quello dei titoli degli ordinamenti previgenti che era basato sulle qualifiche, è determinato dalle denominazioni della classe di afferenza.
La qualifica di dottore magistrale compete anche a chi ha conseguito la laurea del vecchio ordinamento ovvero secondo gli ordinamenti didattici previgenti al decreto ministeriale 3 novembre 1999, n. 509.

## Prosieguo degli studi
Con la laurea magistrale è possibile accedere al terzo e ultimo livello di formazione universitaria, cioè al dottorato di ricerca. Inoltre, è possibile iscriversi ai corsi di master universitario di secondo livello e, a seconda della classi di laurea magistrale, alle scuole di specializzazione medica o legale e alle scuole di psicoterapia.

## Insegnamento
I titolari di laurea magistrale possono accedere all'insegnamento nella scuola italiana, nelle classi di concorso coerenti con il loro percorso di studi. Per la scuola dell'infanzia e per la scuola primaria l'unico titolo spendibile è la classe LM-85bis.

## Accesso agli albi professionali
Per l'accesso agli albi professionali le normative in vigore individuano uno o più titoli del vecchio ordinamento e una o più classi delle lauree e/o delle lauree magistrali del nuovo.
L'albo degli psicologi, l'albo degli assistenti sociali, l'albo degli ingegneri, l'albo degli architetti, l'albo dei chimici e dei fisici, l'albo dei biologi, l'albo dei geologi e l'albo degli attuari sono suddivisi in sezioni e settori, a cui corrispondono profili professionali diversi. I professionisti iscritti alla sezione A sono in possesso di Diploma di laurea DL quadriennale del vecchio ordinamento ante DM n. 509/1999, oppure laurea specialistica o laurea magistrale. I professionisti iscritti alla sezione B sono invece in possesso di laurea triennale prevista dai decreti n. 509/1999 e n. 270/2004, e il D.P.R. 5 giugno 2001, n. 328 permette l'iscrizione anche ai titolari di diploma universitario e le scuole dirette a fini speciali (SDFS) istituite ai sensi del D.P.R. 10 marzo 1982, n. 162. Il periodo di pratica varia a seconda che si siano svolte attività di tirocinio durante il corso di studi. Chi è già iscritto alla sezione B una volta in possesso del titolo può sostenere l'esame di accesso alla sezione A in misura ridotta, poiché alcune prove sono in comune.
L'albo dei giornalisti rimane accessibile a prescindere dal titolo di studio ed è diviso in due elenchi: si accede in quello dei professionisti, con un esame di idoneità professionale (due prove, scritta e orale, con una commissione presieduta da un magistrato), mentre non occorre esame per l'elenco dei pubblicisti.
Infine gli albi relativi a tutte le professioni sanitarie (medici, medici veterinari, odontoiatri, farmacisti, psicologi, ecc.) sono ora accessibili esclusivamente con esami di laurea (o, a esaurimento, di diplomi universitari) abilitanti (cioè aventi valore di esame di Stato). Le lauree specialistiche non danno titolo all'accesso.

### Albo degli avvocati
All'albo degli avvocati possono iscriversi i laureati specialisti della classe 22/s, delle lauree specialistiche in giurisprudenza, i laureati magistrali della classe LMG/01, delle lauree magistrali in giurisprudenza e i laureati del vecchio ordinamento in giurisprudenza che abbiano superato un esame di Stato, a cui si può accedere previo periodo di praticantato presso uno studio legale di almeno diciotto mesi, ridotto a sei mesi se in possesso dell'ulteriore Diploma di Specializzazione per le Professioni Legali. Il corso di specializzazione, a numero programmato e a cui si accede per concorso, dura due anni sia per i laureati di vecchio ordinamento (quattro anni) sia per i laureati specialisti (tre+due anni) o magistrali (cinque anni) del nuovo ordinamento (benché originariamente per i laureati specialistici e magistrali si fosse pensato un corso si specializzazione ridotto a un anno), e consente di effettuare il praticantato con l'abilitazione immediata al patrocinio.

### Albo degli assistenti sociali
L'albo degli assistenti sociali è suddiviso nelle sezioni A, degli assistenti sociali specialisti, e B, degli assistenti sociali.
Alla sezione B sono ammessi coloro che siano in possesso di una laurea della classe L39 (Scienze del servizio sociale) o del diploma universitario del vecchio ordinamento in Servizio sociale (restano ferme le normative relative ai titoli rilasciati in base alle normative previgenti, come diplomi di scuole dirette a fini speciali, attestati di scuole regionali, ecc.). Alla sezione A sono ammessi i titolari di laurea specialistica nella classe 57/s (Programmazione e gestione delle politiche e dei servizi sociali) oppure coloro che, pur non in possesso di laurea specialistica, siano iscritti dall'albo da almeno cinque anni e abbiano svolto per lo stesso periodo determinate funzioni professionali. Costoro debbono comunque sostenere l'esame di Stato.

### Albo dei dottori commercialisti e albo dei ragionieri
L'albo dei dottori commercialisti e l'albo dei ragionieri era a sezione unica, a cui si poteva accedere alternativamente con la laurea di classe 18 (Scienze dell'economia e della gestione aziendale) o 33 (Scienze economiche) oppure con la laurea specialistica di classe 64/s (Scienze dell'economia) o 84/s (Scienze economico-aziendali), ma una riforma del 2006 ha unificato i due albi (e i rispettivi ordini e collegi), che insieme assumeranno la denominazione di "Albo dei dottori commercialisti ed esperti contabili" e saranno suddivisi nei due elenchi di "Dottori commercialisti" ed "Esperti contabili". Alla sezione "Dottori commercialisti" potranno iscriversi coloro che saranno in possesso di laurea specialistica di classe 84/s o 64/s o qualsiasi laurea del previgente ordinamento purché sia rilasciata da una Facoltà di Economia, mentre alla sezione "Esperti contabili" coloro che sono in possesso di laurea di classe 17 o 28. Per accedere all'albo è necessario aver effettuato un periodo di tirocinio presso uno studio professionale e aver superato l'esame di abilitazione alla professione (cosiddetto esame di Stato).

### Albo dei periti agrari, albo dei periti industriali e albo dei geometri
L'albo dei periti agrari, l'albo dei periti industriali e l'albo dei geometri sono a sezione unica accessibili con un tirocinio di due anni dopo il diploma o con laurea. Gli iscritti laureati hanno diritto a fregiarsi dei titoli professionali rispettivamente di "Perito agrario laureato", "Perito industriale laureato" e "Geometra laureato".
L'albo dei periti industriali è suddiviso in sezioni corrispondenti agli indirizzi di specializzazione dei diplomi conclusivi e dei vecchi diplomi di maturità tecnica rilasciati dagli Istituti tecnici industriali e agli altri diplomi che con la normativa previgente davano accesso all'albo: edilizia, elettronica e telecomunicazioni, elettronica e automazione, elettrotecnica, costruzioni aeronautiche, cronometria, industria cartaria, industrie cerealicole, industria navalmeccanica, industria ottica, materie plastiche, meccanica, metallurgia, tessile con specializzazione produzione dei tessili, tessile con specializzazione confezione industriale, termotecnica, industrie minerarie, tecnologie alimentari, chimica conciaria, chimica, chimica nucleare, industria tintoria, arti fotografiche, arti grafiche, energia nucleare, fisica industriale, informatica, disegno dei tessuti. Le classi delle lauree che danno accesso alle sezioni sono differenti; alcune danno accesso a più di una sezione.

### Albo degli agrotecnici
L'albo degli agrotecnici è accessibile a titolari di uno tra otto diplomi universitari del vecchio ordinamento individuati dal D.P.R. n. 328/2001 e laureati in una tra sette classi delle lauree individuate dal D.P.R. n. 328/2001 (quasi tutte queste classi danno accesso anche a esami di Stato per altri albi), se hanno svolto un tirocinio pre-lauream di sei mesi. Possono continuare ad accedere coloro che siano in possesso del diploma di scuola secondaria superiore di agrotecnico, purché abbiano frequentato con esito positivo un corso di istruzione e formazione tecnica superiore, della durata di quattro semestri, comprensivi di tirocinio non inferiore a sei mesi, coerente con le attività libero-professionali peculiari della professione di agrotecnico.
Inoltre la giurisprudenza di merito ritiene che anche i possessori di una laurea coerente del "vecchio ordinamento" o equivalente, benché non espressamente menzionati, possano iscriversi nell'albo professionale.
Le norme previgenti, ancora in vigore perché non abrogate (neanche implicitamente perché la nuova normativa non è stata varata con fonti giuridiche dello stesso rango) prevedevano il diploma di agrotecnico ovvero di perito agrario, rilasciato presso gli istituti professionali e tecnici per l'agricoltura, e 18 mesi di pratica presso un agrotecnico, un perito agrario o un agronomo, oppure l'aver svolto almeno tre anni di attività tecnica di lavoro subordinato con mansioni tipiche de diploma di agrotecnico. In presenza di uno di questi requisiti è comunque necessario sostenere un esame di Stato.

### Albo dei dottori agronomi e albo dei dottori forestali
L'albo dei dottori agronomi e dottori forestali è suddiviso nelle sezioni A e B. Alla sezione A, accessibile a coloro che siano in possesso delle già previste lauree del previgente ordinamento o di laurea specialistica in una delle undici classi individuate dal D.P.R. n. 328/2001, corrisponde il titolo di dottore agronomo e dottore forestale. La sezione è ulteriormente ripartita nei settori agronomo e forestale, zoonomo, biotecnologico agrario. Agli iscritti alla sezione B, che è accessibile con laurea e con alcuni diplomi universitari del vecchio ordinamento, competono i titoli di agronomo e forestale junior (accessibile con laurea di classe 7 o 25), zoonomo (laurea di classe 40) e biotecnologo agrario (laurea di classe 1).

### Albo dei Tecnologi Alimentari
L'Ordine Professionale dei Tecnologi Alimentari è stato istituito con l'attuazione della legge 18 gennaio 1994, n. 59, nell'anno 2000. Sono iscritti all'Ordine i laureati in Scienze e Tecnologie Alimentari che hanno conseguito l'abilitazione all'esercizio della professione superando l'esame di Stato disciplinato con decreto del Presidente della Repubblica e che presentano i requisiti prescritti dalla legge 18 gennaio 1994, n. 59. Il Tecnologo Alimentare per la sua elevata preparazione tecnico-scientifica nel settore agroalimentare, possiede competenze necessarie per affrontare le diverse problematiche del settore, dai processi di trasformazione alla conservazione e distribuzione. Il TA ha una visione trasversale dei processi alimentari con competenze che spaziano dalle problematiche tecniche e gestionali dei processi di produzione agli aspetti chimico-nutrizionali degli alimenti. Tale figura professionale può agevolmente inserirsi nel mercato del lavoro grazie a una preparazione orientata all'assicurazione di qualità e alla salvaguardia della tipicità, nell'ottica delle più avanzate tendenze del settore alimentare spaziando in diverse aree disciplinari:
- Tecnologia dei processi produttivi e di trasformazione;
- Operazioni unitarie della tecnologia alimentare;
- Chimica degli alimenti e bromatologia;
- Microbiologia e igiene applicata agli alimenti e alla produzione industriale;
- Commercializzazione e marketing;
- Alimentazione e nutrizione.

### Albo dei consulenti del lavoro
L'albo dei consulenti del lavoro, a decorrere dal 12 aprile 2007 richiede il requisito della laurea in discipline giuridiche, economiche o politiche; presso alcune facoltà universitarie è da tempo attivo il corso di laurea triennale in Scienze della Consulenza del Lavoro. Rimane salvo il necessario superamento di un esame di Stato al termine del biennio di pratica presso lo studio di un professionista abilitato.